# Vladimir Kolokoltsev

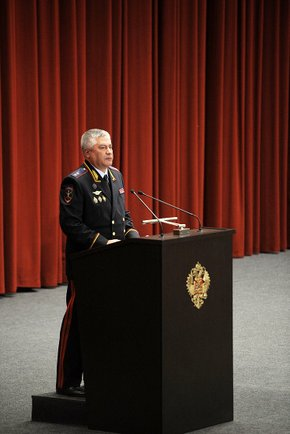
Vladimir Kolokoltsov, maio de 2012

Vladimir Alexandrovich Kolokoltsev (em russo:  Влади́мир Алекса́ндрович Колоко́льцев; nascido em 11 de maio de 1961 em Nizhniy Lomov em Penza Oblast) é um político e polícial russo que foi comissário da polícia de Moscovo de 2009 a 2012. Ele é Ministro de Assuntos Internos da Rússia desde 21 de maio de 2012.
Em 21 de maio de 2012, foi nomeado ministro do Interior no Gabinete de Dmitry Medvedev. Ele substituiu Rashid Nurgaliyev no cargo.
Em abril de 2018, os Estados Unidos impuseram sanções a ele e a outros 23 cidadãos russos.
Em 15 de janeiro de 2020, ele renunciou ao cargo do seu gabinete, depois de o presidente Vladimir Putin ter feito o discurso presidencial na Assembleia Federal, no qual propôs várias emendas à constituição. Ele foi reintegrado em 21 de janeiro de 2020.